# Kopsia teoi
Kopsia teoi är en oleanderväxtart som beskrevs av L.Allorge. Kopsia teoi ingår i släktet Kopsia och familjen oleanderväxter. Inga underarter finns listade i Catalogue of Life.